# De Wolden
De Wolden – gmina w prowincji Drenthe w Holandii. W 2014 roku populacja wyniosła 23 592 mieszkańców. Powstała w 1998 roku z połączenia gmin Zuidwolde, Ruinerwold, De Wijk i z większej części Ruiner.
Przez gminę przechodzą: autostrada A28 oraz droga prowincjonalna N48.

## Miejscowości

### Wsie
Stolicą jest Zuidwolde.
| Wioski          | Wioski    | Wioski        | Wioski    | Wioski     | Wioski    |
| Wieś            | Populacja | Wieś          | Populacja | Wieś       | Populacja |
| --------------- | --------- | ------------- | --------- | ---------- | --------- |
| Alteveer        | 870       | Fort          | 605       | Ruinen     | 3.675     |
| Ansen           | 296       | Kerkenveld    | -         | Ruinerwold | 2.835     |
| Berghuizen      | 169       | Koekange      | 2.250     | Veeningen  | 940       |
| Drogteropslagen | 531       | Koekangerveld | 123       | de Wijk    | 2.777     |
| Echten          | 335       | Linde         | 672       | Zuidwolde  | 5.230     |
| Eursinge        | 98        | Oosteinde     | 711       |            |           |

### Przysiółki
| Przysiółki   | Przysiółki | Przysiółki     | Przysiółki    | Przysiółki      | Przysiółki |
| ------------ | ---------- | -------------- | ------------- | --------------- | ---------- |
| Anholt       | De Stapel  | Haakswold      | Nolde         | Schottershuizen |            |
| Armweide     | De Stuw    | Haalweide      | Oldenhave     | Schrapveen      |            |
| Bazuin       | De Tippe   | Hees           | Oosterwijk    | Steenbergen     |            |
| Benderse     | Dickninge  | Hoge Linthorst | Oshaar        | Struikberg      |            |
| Blijdenstein | Dijkhuizen | Kraloo         | Oud Veeningen | Ten Arlo        |            |
| Bloemberg    | Drogt      | Kraloo         | Paardelanden  | Vuile Riete     |            |
| Braamberg    | Dunningen  | Leeuwte        | Pieperij      | Weerwille       |            |
| Buitenhuizen | Eemten     | Lubbinge       | Rheebruggen   | Wemmenhove      |            |
| Bultinge     | Engeland   | Lunssloten     | Ruinerweide   | Witteveen       |            |
| De Oude Tol  | Gijsselte  | Middelveen     |               |                 |            |